# Tetrahidrometanopterin
Tetrahidrometanopterin (THMPT) je koenzim u metanogenezi. On je nosač C1 grupe, koja se redukuje do metil nivoa pre transfera na koenzim M.
Tetrahidrosarcinapterin (THSPT, H
4SPT) je modifikovana forma THMPT-a, u kojoj je glutamil grupa vezana za 2-hidroksiglutarni kraj.

## je glavna platforma zatransformacije
N-Formilmetanofuran donira C1 grupu na N5 mesto pterina i formira se formil-THMPT. Formil grupa se naknadno intramolekulski kondenzuje i daje metenil-, koji se zatim redukuje do metilen-THMPT-a. Metilen-MPT se subsekventno konvertuje, koristeći koenzim F420 kao izvor elektrona, u metil-THMPT, posredstvom F420-zavisne metilen-THMPT reduktaze. Metil-THMPT je metil donor na koenzim M, u konverziji posredovanoj metil-THMPT:koenzim M metil-transferazom.